# Ulrich Varnbüler von und zu Hemmingen
Ulrich Varnbüler Freiherr von und zu Hemmingen (* 1. Mai 1907 in Ulm; † 14. Februar 1986 in München) war ein Oberst im Generalstab der Wehrmacht, Brigadegeneral des Heeres der Bundeswehr, Angehöriger der Organisation Gehlen und des Bundesnachrichtendienstes. Zuletzt war er von 1959 bis 1963 Abteilungsleiter für Militärisches Nachrichtenwesen im Oberkommando der Alliierten Landstreitkräfte Europa Mitte (LANDCENT) der NATO. 

## Leben

### Familie
Varnbüler von und zu Hemmingen wurde als Sohn des Oberst Friedrich Ulrich Varnbüler Freiherr von und zu Hemmingen und seiner Frau Amalie Hagenbuche in ein württembergisches Adelsgeschlecht geboren. Er war mit Siegrid Langer verheiratet.

### Reichswehr und Wehrmacht
Er trat am 1. April 1926 als Offizieranwärter im Reit-Regiment 17 in Bamberg in die Reichswehr ein. Vom Herbst 1929 bis Oktober 1936 war er Zugführer und Schwadronchef im Reit-Regiment 17 (später umbenannt in Kavallerie-Regiment 17) und wurde am 1. April 1930 Leutnant. Von 1936 bis 1938 nahm er am Generalstabslehrgang an der Kriegsakademie in Berlin teil. Anschließend war er Sachbearbeiter in der 1. (Operations-)Abteilung im Generalstab des Heeres/Oberkommando der Wehrmacht, bevor er im April und Mai 1940 als Zweiter Generalstabsoffizier (Quartiermeister) der 257. Infanterie-Division eingesetzt wurde. Anschließend war er Erster Generalstabsoffizier, zunächst bis Juli 1943 der 262. Infanterie-Division in Frankreich und der Sowjetunion (Brody, Schytomyr, Brjansk, Orjol), dann bis Oktober 1944 der 2. Panzerarmee in der Sowjetunion (Orjol, Kursk, Brjansk) und als Chef des Generalstabes der Armeeabteilung Serbien im Oktober und November 1944, die gegen Tito-Partisanen kämpfte. Am 1. April 1944 wurde er zum Oberst im Generalstab ernannt. Von Oktober 1944 bis Februar 1945 war er Chef des Generalstabes des LXVIII. Armeekorps in Serbien und Ungarn, im Februar 1945 Chef des Generalstabes der 4. Armee in Ostpreußen, von Februar 1945 bis April 1945 Chef des Generalstabes der Heeresgruppe Nord in Samland und von April bis Mai 1945 Chef des Generalstabes der 4. Armee in Ostpreußen (Kessel von Heiligenbeil, Königsberg) und Samland.

### Organisation Gehlen, Bundesnachrichtendienst und Bundeswehr
Von Mai 1945 bis Dezember 1947 war Varnbüler von und zu Hemmingen in US-amerikanischer Kriegsgefangenschaft bzw. Internierung. Danach war er ab dem April 1948 Angehöriger der Organisation Gehlen. Als diese zum 1. April 1956 zum Bundesnachrichtendienst wurde, wurde auch er übernommen. Am 21. März 1957 wurde er Oberst der Bundeswehr. Er war bis Oktober 1959 in der Abteilung III C, 33 im Bundesministerium der Verteidigung in Bonn und im Bundesnachrichtendienst tätig. Anschließend war er von November 1959 bis Mai 1963 stellvertretender Chef des Stabes und Leiter der Abteilung G2 (Militärisches Nachrichtenwesen) im NATO-Hauptquartier LANDCENT in Fontainebleau in Frankreich. Am 9. November 1959 wurde er zum Brigadegeneral (Temporary Rank) ernannt; am 24. März 1961 wurde ihm der Dienstgrad regulär verliehen. Das Bundeskabinett hatte der Beförderung am 16. März 1961 zugestimmt. Mit Ablauf des Mai 1963 wurde er in den Ruhestand versetzt.

## Auszeichnungen
- Eisernes Kreuz II. Klasse (24. Juni 1940)
- Eisernes Kreuz I. Klasse (6. Juli 1940)
- Verleihungsvorschlag zum Ritterkreuz des Eisernen Kreuzes (nicht verliehen)
- Medaille Winterschlacht im Osten 1941/42 (19. August 1942)
- Deutsches Kreuz in Gold (16. April 1943)
- Großes Verdienstkreuz des Verdienstordens der Bundesrepublik Deutschland (30. Mai 1963)